# BBC 웨스트
BBC 웨스트 (BBC West)는 브리스톨, 윌트셔주 대부분 지역, 서머싯주 북부와 동부, 글로스터셔 대부분 지역, 도싯주 북부를 대상으로 한 BBC 잉글랜드 지방 방송이다.

## 방송

### 텔레비전
BBC 웨스트의 텔레비전 방송 (BBC One 채널)은 간판 지역뉴스 프로그램 <BBC 포인츠 웨스트>와 화제 매거진 프로그램 <인사이드 아웃 웨스트>, 그리고 <선데이 폴리틱스>에서 진행하는 20분짜리 자체방송으로 그성된다. 늦은밤 축구 매거진 쇼는 BBC 사우스, BBC 사우스웨스트, 그리고 독립제작사인 퍼걸 미디어와 공동 제작한다.

### 라디오
BBC 웨스트는 BBC 라디오 브리스톨, BBC 라디오 글로스터셔, BBC 라디오 윌트셔, BBC 서머싯을 총괄한다.
라디오 브리스톨, 라디오 글로스터셔, 라디오 윌트셔는 매일 오전 5시부터 오후 7시까지 지역 프로그램을 방송한다. BBC 서머싯은 월-토요일 아침 시간대, 평일 출퇴근 시간대, 토요일 오후에만 지역 프로그램을 진행하며 나머지 시간대에는 라디오 브리스톨을 연결한다. 주말에는 BBC 사우스웨스트의 라디오국과 함께 네트워크 방송 프로그램을 진행한다. 라디오 브리스톨은 금요일, 토요일, 일요일 밤시간대에도 방송을 진행한다.

### 온라인과 상호 방송
BBC 웨스트는 BBC 레드 버튼과 BBC 로컬 홈페이지에 지역별 뉴스와 로컬 라디오 페이지를 각각 제공하고 있다.

## 역사
BBC 웨스트는 1957년 9월 브리스톨에서 지역 텔레비전 방송을 개시하였다. 처음에는 카디프 외곽의 웬버 송신소에서 방송하였다. 당시 웬버의 지리적 이점을 이용하여 웨일스와 잉글랜드 서부에 지역 뉴스 단신을 처음으로 보낼 수 있었는데, 그때 내보냈던 프로그램은 10분 분량으로서 이름은 <뉴스 프롬 웨일스> (News from Wales)였다.
브리스톤발 뉴스 단신은 잉글랜드 남해안 지역에도 전파되다가 1960년 12월부터 사우스 투데이라는 이름의 자체 뉴스프로그램을 갖게 되었다. 1962년 12월에는 평일 시간대 지역뉴스 시간이 25분으로 늘어났는데 이때당시 잉글랜드 서부의 뉴스는 <포인츠 웨스트> (Points West)로 편성되었고, 웨일스의 뉴스는 <BBC 웨일스 투데이>란 이름으로 바꾸며 보다 종합적인 뉴스 프로그램으로 다시 발돋움했다.
1964년 2월에는 웬버에서 두번째 전파가 쏘아올려졌고 마침내 BBC 텔레비전 방송이 웨일스와 웨스트로 나뉘게 되었다. BBC 웨일스 채널이 따로 떨어져 나가는 반면 BBC 웨스트는 여타 잉글랜드 지역방송에 맞먹을 만큼 온전한 자체방송을 시작하게 되었으며, <포인츠 웨스트>도 풀타임 프로그램이 되었다.
<포인츠 웨스트>는 1991년까지 방송되다가 그해부터 <BBC 뉴스 웨스트>로 이름을 바꾸었다. 이후 2000년 5월 22일에 BBC 지역뉴스 그래픽과 뉴스 형식을 개편하면서 <포인츠 웨스트>라는 이름을 다시 되살렸다.

## 스튜디오

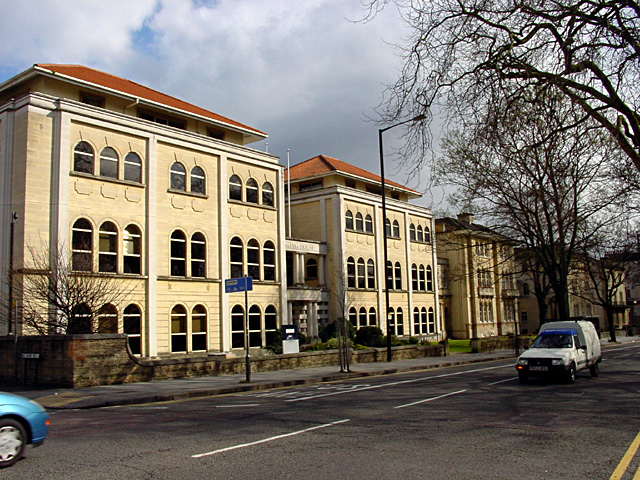
BBC 웨스트 브리스톨 본부

BBC 웨스트의 지역방송 센터는 브리스톨 클리프턴 지구의 화이트레이디스 로에 자리해 있으며 배스, 글로스터, 스윈던, 톤턴 등지에도 지역 라디오국과 텔레비전 지부를 두고 있다.
브리스톨 스튜디오는 <포인츠 웨스트>의 촬영 스튜디오가 있는 곳이자 BBC 라디오 브리스톨과 여타 지역방송들도 진행되는 곳이다. 예전에는 네트워크 프로그램도 진행하였지만 현재는 다른 전용건물 시설을 쓰거나 스튜디오가 없다. 이곳은 원래 A, B의 두 개의 스튜디오로 나뉘었는데 전부 자체지역방송용으로 사용되었다. 스튜디오 A에서는 네트워크 프로그램이, 스튜디오 B에서는 <포인츠 웨스트>와 여타 지역방송이 촬영되었다. 1991년 예산 절감을 이유로 스튜디오 A가 폐쇄되고, 1996년에는 스튜디오 A의 부속 전시 시설로 개조되었다. 현재 스튜디오 A는 이전보다 감축된 규모로 <포인츠 웨스트> 촬영을 이곳에서 진행하며, 스튜디오 B는 철거되었다.

## 같이 보기
- BBC 잉글리시 리전스